# كرسولاوات
الكرسولاويات (الاسم العلمي: Crassuloideae) هي أسرة نباتية تتبع فصيلة الكرسولية من رتبة الكاسرات الحجر.

## أجناس
- كرسول